# Elin Hök
Elin Signhild Hök, gift Lundin, född 7 januari 1889 i Kläckeberga församling, död 1974 i Stockholm, var en svensk författare och bibliotekarie som var aktiv i De Blindas Förening. Hon är en av få synskadade kvinnor som gjort karriär som författare. Hon var också en förkämpe för blinda kvinnors rätt till yrkesutbildning.

## Biografi
Elin Höks familjeförhållanden är oklara då moderns namn hemlighölls i födelseboken. Elin Hök växte upp hos änkan och poststationsföreståndaren Thea Emilia Hök och hennes son, först i Kläckeberga och senare i Kalmar.
Elin Hök förlorade synen helt då hon var i 17-årsåldern. Hon genomgick Nisbethska pensionen, en flickskola i Kalmar, och flyttade sedan till Stockholm, dels för att bli blindlärarinna, dels för att hon ville vara nära konstnären Ivan Hoflund, som hon hade ett förhållande med. De fick en dotter som adopterades bort. Elin Hök genomgick provårskursen för blindlärare 1907 och blev examinerad blindlärarinna i december samma år. Hennes provårsuppsats hade titeln ”Blindpsykologiska studier”. Hon utövade dock aldrig sitt yrke som blindlärarinna då Blindinstitutets rektor Gustav Åstrand inte ansåg att blinda kunde undervisa och hålla disciplin.
År 1913 började Elin Hök arbeta som bibliotekarie vid De Blindas Förenings bibliotek. Hon blev föreståndarinna för biblioteket 1933. Innan dess hade hon genom Kronprinsessan Margaretas Arbetsnämnd för synskadade (KMA) fått ett stipendium för att studera biblioteksverksamheten för blinda i England och Frankrike.
Elin Hök gav ut två böcker på Albert Bonniers förlag. Den första boken, Alvarens folk, 1924, består av noveller som utspelar sig i öländsk miljö. Boken fick mycket goda recensioner. Den andra boken, även den en novellsamling, hade titeln Majestätets grannar och kom ut 1929. Miljön i novellerna är Gamla stan i Stockholm, där Elin Hök själv bodde vid den tiden.
Av intervjuer och artiklar framgår att Elin Hök led av att vara beroende av andra. Hon led också av att vara mottagare av välgörenhet, som hon såg som ett kriterium på samhällets dåliga organisation.
Redan vid tiden för första världskriget 1914–1918 blev Elin Hök aktiv i De Blindas Förening (DBF). Hon lyckades genomdriva att blinda flickor fick kontorsutbildning. Det blev möjligt genom att Blindinstitutet fick maskinskrivning på schemat. Hon gick också i bräschen för att blinda skulle få lära sig stenografi, vilket möjliggjordes genom att en apparat för stenografi med Brailles punktskrift då hade utvecklats.
Elin Hök försökte också bearbeta industrin till att anställa blinda kvinnor. Det mest lyckade av hennes projekt var att hon övertygade Tobaksmonopolets chef att lära fem blinda kvinnor att rulla cigaretter. De fick alla anställning i bolagets fabrik i Stockholm till avtalsenliga löner.
Elin Hök gifte sig i 40-årsåldern med en av styrelseledamöterna i De Blindas Förening, Klas Lundin. Av hennes dagboksanteckningar framgår att äktenskapet var mycket lyckligt. Maken dog dock redan på 1940-talet. Under de sista åren av sitt liv var Elin Hök även döv. Dövblindheten gjorde att hon levde mycket isolerad.
Elin Hök avled 1974. Hon är begravd på Norra begravningsplatsen i Solna.